# Blatnica Pokupska
Blatnica Pokupska is een plaats in de gemeente Karlovac in de Kroatische provincie Karlovac. De plaats telt 59 inwoners (2001).